# كينجي ياموتشي
كينجي ياموتشي (باليابانية: 山内健次؛ بالكانا: やまうち けんじ) هو عداء سريع ياباني، ولد في 10 أغسطس 1964.

## وصلات خارجية
- كينجي ياموتشي على موقع الاتحاد الدولي لألعاب القوى (الإنجليزية)
- كينجي ياموتشي على موقع أوليمبيديا (الإنجليزية)